# Jan Marijnissen

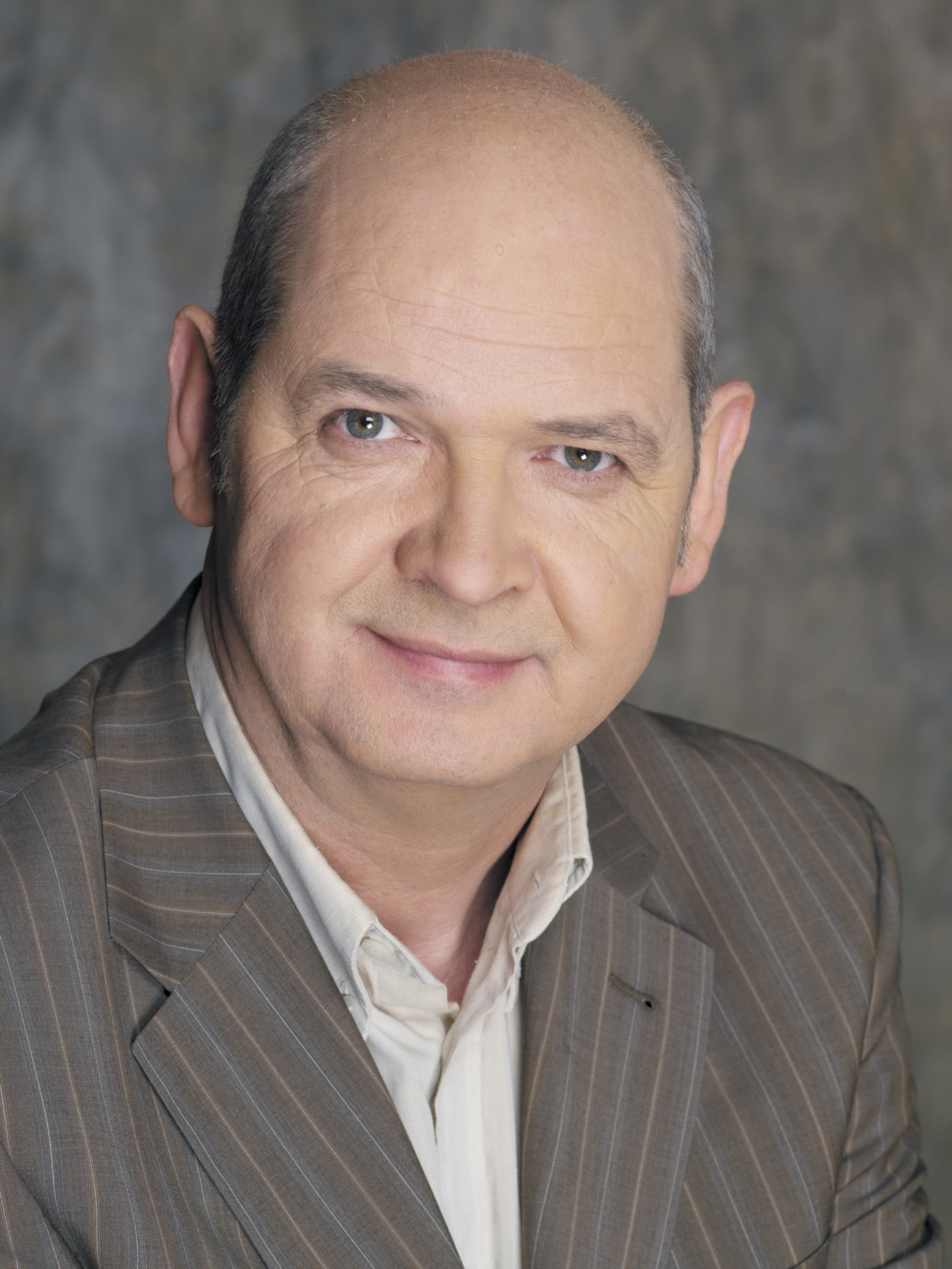
Jan Marijnissen 2006

Johannes Guillaume Christianus Andreas Marijnissen, bekannt als Jan Marijnissen (* 8. Oktober 1952 in Oss), ist ein niederländischer Politiker. Er war von 1994 bis 2008 Fraktionsvorsitzender der Socialistischen Partij (SP) in der Zweiten Kammer und von 1988 bis 2015 (auch) Parteivorsitzender.

## Leben
Marijnissen wurde als jüngstes von vier Kindern in einem streng katholischen Umfeld geboren. Der Vater Guille Marijnissen (* 1911) war Uhrmacher, die Mutter Marie Kemps (* 1909) Tochter eines Schlachters. Nachdem er die „Hogere Burgerschool“ (HBS, eine Art Oberschule) kurz vor dem Examen ohne Abschluss verlassen hatte, arbeitete er im Schlachthof, in einer Eisfabrik, auf einer Werft und verschiedenen Metallfabriken in Oss. Neben seiner Berufstätigkeit half er beim Aufbau der damals maoistischen Socialistische Partij. 1975 wurde er, mit 23 Jahren, als bislang jüngstes Mitglied in den Gemeinderat gewählt. 1987 wurde er Abgeordneter in der Provinzversammlung von Nordbrabant und 1988 zum Vorsitzenden der Socialistische Partij gewählt. Unter seiner Ägide wandte sich die SP vom Marxismus-Leninismus und vom Maoismus ab und betrieb einen pragmatischen Kurs, ohne aber von ihren sozialistischen Grundideen abzuweichen.
Mit dem erstmaligen Einzug der sozialistischen Partei in die Zweite Kammer der Generalstaaten bei den Parlamentswahlen 1994 gelangte Marijnissen als Abgeordneter in das niederländische Parlament, wo er den Fraktionsvorsitz übernahm. Seither wurde er bei den Parlamentswahlen wiedergewählt. Mittlerweile stieg die SP zur drittstärksten Partei der Niederlande auf. Marijnissen gilt als charismatischer Linkspopulist und „ungekrönter König der Meinungsumfragen“.
Marijnissen legte bereits 1998 seine Memoiren vor (Effe dimmen, een rebel in Den Haag) und veröffentlichte eine Reihe von politischen beziehungsweise philosophischen Büchern, die ihm den Spitznamen „Orakel von Oss“ einbrachten. Im Volksmund wird er auch als Anspielung auf seine politische Vergangenheit als Maoist Maorijnissen genannt. 
Marijnissen trat am 17. Juni 2008 von seinem Amt als Fraktionsvorsitzender der SP aus gesundheitlichen Gründen zurück. Er hatte im Jahr 2007 vier Bandscheibenvorfälle und musste deswegen im letzten Jahr der Politik mehrere Monate den Rücken kehren.
Jan Marijnissen ist ein Fan des niederländischen Fußballvereins Feyenoord Rotterdam und verheiratet mit Mari-Anne Marijnissen (auch ein ehemaliges SP-Mitglied der Gemeinde Oss). Ihre Tochter Lilian Marijnissen ist seit Dezember 2017 sowohl Fraktionsvorsitzende im Zweiten Kammer der Generalstaaten als Parteiführerin der SP.